# Communistische Partij van Koerdistan (Turkije)
De Communistische Partij van Koerdistan (Kurmanji: Partiya Komunistê Kurdistan, Turks: Kürdistan Komünist Partisi) is een communistische partij in Turkije. De KKP werd in 1982 opgericht als een Koerdisch onderdeel van de Communistische Arbeidspartij van Turkije (TKEP). Voor 1982 had de TKEP een "Koerdische Autonome Organisatie" (KÖÖ). In 1990 werd de KKP een onafhankelijke partij. KKP leden als Sinan Çiftyürek zijn betrokken geweest bij de oprichting van de Vrijheid en Socialisme Partij in 2011. De KKP wil een Koerdische socialistische republiek uitroepen.
De KKP heeft een comité in Duitsland